# Канг Сарин
Канг Сарин (кхмер. ខាង សារិន) — камбоджийский революционер, государственный и политический деятель, председатель Народно-революционного комитета Пномпеня (1979—1980), министр внутренних дел Народной Республики Кампучия (1981—1986). Член ЦК Народно-революционной партии Кампучии.

## Биография
Канг Сарин родился в 1935 году. После мартовского переворота 1970 года присоединился к повстанцам, участвовал в вооруженной борьбе против проамериканского режима Лон Нола. Согласно официальной биографии в 1972 году дезертировал из армии Красных Кхмеров и начал формирование внутренней оппозиции Пол Поту. Занимал провьетнамские и просовесткие позиции, с начала кампучийско-вьетнамского пограничного конфликта выступил на стороне диссидентов Единого фронта национального спасения Кампучии, участвовал в свержении режима Красных Кхмеров.
В 1979 году радио Пномпеня представило его как председателя Народно-революционного комитета Пномпеня, заместителя начальника генерального штаба Кампучийских народно-революционных вооруженных сил и командующего Первой бригадой. Первая бригада была сформирована 7 января 1979 года, не входила в состав основных вооруженных сил. Ее основной задачей, по всей видимости, являлась оборона столицы от сил Красных Кхмеров. Предположительно в это время он совершил визит в СССР. 
Вернулся в Камбоджу в апреле 1981 года, назначен заместителем министра обороны, а через некоторое время — министром обороны Народной Республики Кампучия. Занимал эту должность до 1981 года.